# Убиство Филанда Кастила
44° 59′ 30″ С; 93° 10′ 16″ З / 44.99165° С; 93.1711° З
На дан 6. јул 2016. Афроамериканац Филандо Кастил је смртно рањен од стране полицајца Џеронима Јанеза, након заустављања у Фалкон Хајтсу предграђу Сент Пола.
Кастил је био у аутомобил са својом партнерком Дајмонд Ренолдс и њиховом четворогодишњом ћерком када су их (као део рутинске саобраћајне контроле) зауставили полицајци Џероним Јанез и његов партнер. По изјави Ренолдсове после заустављања и тражења возачке и саобраћајне Кастил информише полицајца да има дозволу за ношење оружја и да има један у аутомобилу на шта полицајац одговара не мрдај. Како је Кастил почео да повлачи своје руке назад полицајац га је упуцао 4 или 5 у руку.
Дајмонд Ренолдс је снимила и уживо преносила (путем Фејсбука) дешавања одмах након пуцњаве. На снимку се може видети њена расправа са полицајцем и смртно рањени Кастил како тихо јауче са левом страном тела крвавом. У извештају патолога (енгл. medical examiner) округа Хенепин се наводи да је Кастилова смрт убиство а као последица вишеструких прострелних рана, Кастил је умро у 21:37 (по локалном времену) у ургентном центру окружне болнице око 20 минута после рањавања.
Жртва Филандо Дајвл Кастил је у тренутку смрти имао 32 године а његов убица Џеронимо Јанез 28 година.
У ноћи 6 на 7. јул снимак који је направила Дајмонд Ренолдс је накупио преко 2,5 милиона прегледа и већ око 00:30 7. јула (3 сата после пуцњаве) демонстранти су се окупили око места злочина, око 200 људи је било присутно, описани су као мирни али видљиво бесни. У данима који су уследили протести су били још масовнији и дошло је до сукоба између локалне полиције и демонстраната.